# Витте, Леон де
Лео́н де Ви́тте (фр. Léon de Witte; 12 января 1857, Иксель, Бельгия — 15 июля 1933, Антверпен, Бельгия) — бельгийский военный деятель и дивизионный генерал, участник Первой мировой войны, генерал-лейтенант, командующий бельгийскими кавалерийскими частями во время приграничного сражения и бельгийской кампании, генеральный инспектор кавалерии Бельгии (1915—1919). Победитель германской кавалерии при Халене. Кавалер ордена Леопольда I, а также барон. Один из наиболее прославленных бельгийских генералов Первой мировой войны.

## Биография
Родился 12 января 1857 года в Икселе, районе Брюсселя в семье генерал-лейтенанта бельгийской артиллерии, который в 1858 году был возведён в рыцари. Мать, Элиза  де Жарден, была дочерью барона Альдефонса де Жардена.